# Manila - Negli artigli della luce
Manila - Negli artigli della luce (Maynila, sa mga Kuko ng Liwanag) è un film del 1975 diretto da Lino Brocka.
Pellicola filippina di carattare drammatico, spesso inserita tra le migliori del suo decennio e in generale tra le migliori espressioni del cinema filippino.

## Trama
Julio Madiaga, un giovane pescatore proveniente dalla provincia di Marinduque, arriva a Manila alla ricerca della sua fidanzata Ligaya Paraiso, partita per la capitale con la promessa di un lavoro. Per sopravvivere, Julio trova impiego in un cantiere edile, dove affronta condizioni di lavoro dure e sfruttamento. Durante la sua permanenza in città, assiste a episodi di corruzione, prostituzione e violenza, che lo portano a una crescente disillusione. Quando finalmente ritrova Ligaya, scopre che è stata costretta alla prostituzione da una rete di trafficanti. Decidono di fuggire insieme, ma gli eventi prendono una piega tragica.

## Produzione
Il film è basato sul romanzo Sa mga Kuko ng Liwanag di Edgardo M. Reyes, originariamente pubblicato a puntate sulla rivista Liwayway tra il 1966 e il 1967. La sceneggiatura è stata adattata da Clodualdo del Mundo Jr. come esercizio accademico e successivamente sviluppata in collaborazione con il produttore Mike de Leon. Le riprese si sono svolte nel 1974 in location reali di Manila, per catturare l'autenticità della vita urbana. Il ruolo di Julio Madiaga è stato inizialmente affidato a Jay Ilagan, ma successivamente sostituito da Bembol Roco per meglio rappresentare l'aspetto fisico del personaggio.

## Distribuzione
Il film è stato distribuito nelle Filippine nel 1975. Una versione restaurata in 4K è stata presentata nella sezione Cannes Classics del Festival di Cannes nel 2013, grazie al lavoro della World Cinema Foundation e del Film Development Council of the Philippines.

## Riconoscimenti
- 1976 – FAMAS Awards:
  - Miglior film
  - Miglior regista a Lino Brocka
  - Miglior attore a Bembol Roco
  - Miglior attore non protagonista a Tommy Abuel
  - Miglior sceneggiatura a Clodualdo del Mundo Jr.
  - Miglior fotografia a Mike de Leon